# Samara Joy
Samara Joy McLendon (Bronx, 11 novembre 1999) è una cantante statunitense. 
Nella sua carriera ha vinto il Sarah Vaughan International Jazz Vocal Competition nel 2019, è stata candidata dal Jazz Times come Best New Artist 2021 ed ai Grammy Awards 2023 è stata candidata come miglior artista esordiente e miglior album jazz.

## Biografia
Nata e cresciuta nel quartiere di Castle Hill, McLendon viene introdotta alla musica gospel e soul da suo padre. Durante gli anni delle scuole superiori, Joy entra a far parte di un gruppo jazz che vince alcuni premi in competizioni di livello scolastico. Negli anni successivi, Joy continua la formazione nell'ambito jazz a livello universitario, ricevendo una laurea con lode nel 2021. Durante la formazione universitaria, Joy vince alcune competizioni inerenti alla musica jazz come la Sarah Vaughan International Jazz Vocal Competition.
Nel 2021 pubblica il suo album di debutto, intitolato semplicemente Samara Joy, e prende parte al musical di Broadway Women of Color. Sempre nel 2021, ottiene il titolo di "miglior nuova artista" da parte del JazzTimes. Nel 2022 intraprende una serie di esibizioni in festival e trasmissioni televisive, oltre a pubblicare il suo secondo album in studio Linger Awhile e vincere il premio di "miglior nuova artista Jazz" ai Jazz Music Awards.
Nel febbraio 2023, Joy ottiene due vittorie ai Grammy Awards trionfando nelle categorie "miglior artista esordiente" e "miglior album vocale jazz" per Linger Awhile, trionfando così in tutte le categorie per cui era stata nominata.

## Discografia

### Album in studio
- Samara Joy (2021)
- Linger Awhile (2022)
- Portrait (2024)

## Riconoscimenti
- Grammy Awards
  - 2023 – Miglior artista esordiente
  - 2023 – Miglior album vocale jazz per Linger Awhile
  - 2024 – Miglior performance jazz per Tight
  - 2024 – Candidatura al Miglior arrangiamento strumentale e vocale per Lush Life

- NAACP Image Awards
  - 2023 – Candidatura al Miglior album jazz vocale per Linger Awhile